# Fane Spoitoru
Fane Spoitoru (ur. jako Ion Titișor, 5 czerwca 1959 w Bukareszcie, zm. 7 kwietnia 2016 w Izraelu) – rumuński przedsiębiorca pochodzenia romskiego oraz szef mafii romskiej walczącej o wpływy w Bukareszcie.

## Życiorys
Urodził się w niezamożnej rodzinie w dzielnicy Bukaresztu, Dudeşti. W wieku 13 lat zaczął uprawiać boks, ale od 1977 zrezygnował ze sportu po incydencie z nożem na jednym z wesel. Od tego czasu rozpoczął działalność niezgodną z prawem. Początkowo został aresztowany za kradzież kieszonkową, ale uciekł po jednym miesiącu w zakładzie karnym. W następnym roku skazano go ponownie z tego samego powodu i tym razem spędził półtora roku w więzieniu. W 1983 został skazany na cztery i pół roku za oszustwa na niekorzyść polskich turystów, do których nigdy się nie przyznał. Po trzech latach został skazany za kradzież, ale zwolniono go w 1990 zaraz po obaleniu reżimu Causescu, zgodnie z dekretem ówczesnych przywódców politycznych. Szybko skazano go ponownie za współudział w kradzieży, a następnie, w 1982, na pięć kolejnych miesięcy za tzw. „pasożytnicze życie”, a potem jeszcze za inne przestępstwa. 
W początku lat 90. XX wieku był nieformalnym przywódcą przestępczego podziemia w stolicy Rumunii. Latem 1992, przed jedną z byłych dyskotek w Bukareszcie (Vox Maris) ranił kataną policjanta Nelu Floreę, który go postrzelił. W wyniku tego obaj trafili do szpitala i zostali poddani operacjom. Uczyniło go to legendą podziemia. Został następnie skazany na dziewięć lat pozbawienia wolności za usiłowanie zabójstwa policjanta (w trakcie odbywania kary w więzieniu w Jilavie kilkakrotnie występował o zwolnienie warunkowe). Rok później został znowu oskarżony o usiłowanie zabójstwa. Proces jednak wkrótce zawieszono, ponieważ Spoitoru chorował i nie mógł stawić się przed sądem. W 1995 został ponownie aresztowany, tym razem za współudział w rabunku. Sprawa była rozpatrywana w Sądzie Rejonowym nr 1 w Bukareszcie, ale również w tym wypadku sprawę zawieszono. W styczniu 1996 zwolniono go z aresztu na dwa tygodnie, uznając, że był poważnie chory. Był hospitalizowany w szpitalu Fundeni, gdzie planowano jego operację, jednak uciekł wówczas do Kanady. W 1997 został skazany zaocznie przez Trybunał w Bukareszcie na kolejne dziewięć lat więzienia. W lipcu 2000 został wydalony z Kanady za naruszenie reżimu emigracyjnego tego państwa. W 2002 sprowadzono go z powrotem do Rumunii i osadzono w zakładzie karnym Rahova o zaostrzonym rygorze. 
W październiku 2006 ożenił się z Eleną, dawną pracownicą jednego z jego klubów erotycznych. Ślub bez udziału publiczności i prasy odbył się w kościele Sf. Elefterie w dzielnicy Bukaresztu, Cotroceni. Ślub cywilny zawarto w zakładzie karnym w Rahovej. Wesele na siedemset osób odbyło się w bukareszteńskim hotelu Mariott.  
W marcu 2016 trafił do kliniki w Izraelu w ciężkim stanie (po doznanym wstrząśnieniu mózgu lub udarze), a 7 kwietnia 2016 zmarł tamże.